# NGC 7074
NGC 7074 is een compact sterrenstelsel in het sterrenbeeld Pegasus. Het hemelobject werd op 16 oktober 1863 ontdekt door de Duitse astronoom Albert Marth.

## Synoniemen
- ZWG 401.27
- 2ZW 133
- PGC 66854
- IRAS 21271+0627
- PGC 66850